# عثمان محمد
عثمان محمد، لاعب كرة قدم سوداني.
لعب سابقاً في أندية الخور والجيش وقطر والأهلي.

## روابط خارجية
- عثمان محمد على موقع Soccerway.com (الإنجليزية)